# La via della schiavitù
La via della schiavitù, pubblicato in Italia anche con il titolo Verso la schiavitù (The Road to Serfdom) è un libro scritto da Friedrich von Hayek (Premio Nobel per l'economia nel 1974), che ha trasformato il panorama del pensiero politico del XX secolo, spostando i termini del dibattito per milioni di persone in tutto lo spettro politico. È tra le esposizioni più influenti e popolari del neoliberalismo e del libertarismo.
The Road to Serfdom fu scritto, come precisa lo stesso Hayek nella prefazione all'edizione del 1976, nei ritagli di tempo tra il 1940 ed il 1943. Il libro fu dedicato "ai socialisti di tutti i partiti", intendendo in quel momento per socialisti coloro che propugnavano la politica di nazionalizzazione dei mezzi di produzione e la pianificazione centralizzata. Il paternalistico Stato sociale ha ridotto, secondo Friedrich von Hayek, il senso di responsabilità, la propensione a mettere in gioco sé stessi, il gusto per le sfide personali. Il cittadino è stato indotto a scaricare su qualcun altro il peso di risolvere i suoi problemi: su quel soggetto impersonale, indefinito, padre, tutore, padrone, che dirige, elargisce doni, protegge, controlla, spia, giudica, condanna e punisce, cioè sullo Stato. È proprio questa la via della schiavitù.  
L'ultima traduzione dell'opera in italiano de La via della schiavitù (nella versione abbreviata che il famoso periodico statunitense Reader's Digest pubblicò nell'aprile 1945, che ebbe un'ampia diffusione e conferì a von Hayek una certa fama) è edita da Liberilibri (2011).

## L'incauto abbandono del liberalismo
Quando l'Inghilterra entrò in guerra con la Germania, Hayek era divenuto cittadino britannico ed assisteva con grande preoccupazione alle distruzioni causate dal nazismo, alla diffusa attrazione politica per il comunismo ed al crescente sostegno per l'economia pianificata dallo Stato. La gravità della situazione lo spinse a uscire dalla torre d'avorio dei suoi studi accademici. Decise di scrivere un libro per avvisare i colleghi di sinistra e il grande pubblico che gli esperimenti collettivisti rischiavano di portare al totalitarismo. Hayek dedicò significativamente La via della schiavitù “ai socialisti di tutti partiti”. Nella prefazione precisò tuttavia che il suo intento non era quello di accusare i partiti socialisti di tendere consapevolmente al totalitarismo. Sosteneva invece che le conseguenze impreviste, ma inevitabili della pianificazione socialista creano uno stato di cose in cui le forze totalitarie finiscono per prendere il sopravvento.
In Occidente, spiegava Hayek, pochi avevano collegato l'abbandono delle idee liberali all'emergere dei totalitarismi: «Noi abbiamo progressivamente abbandonato quella libertà in campo economico senza la quale non è mai esistita nel passato la libertà personale e politica. Sebbene fossimo stati ammoniti da alcuni dei più grandi pensatori politici del diciannovesimo secolo, da Tocqueville a Lord Acton, che il socialismo significa schiavitù, noi ci siamo costantemente mossi nella direzione del socialismo». Il liberalismo era nato nelle città commerciali dell'Italia del Nord e poi si era spostato verso nord fino a radicarsi saldamente nei Paesi Bassi e nelle Isole britanniche. Da qui, nel corso del diciottesimo e diciannovesimo secolo, si era diffuso in America e nel continente europeo. Il risultato maggiore dell’aver tolto le catene alle energie individuali fu lo sviluppo meraviglioso della scienza che seguì il cammino della libertà individuale.
Il successo del liberalismo andò al di là dei sogni più temerari, e agli inizi del ventesimo secolo il lavoratore del mondo occidentale aveva conseguito un grado di benessere materiale, di sicurezza e di indipendenza personale che cento anni prima sarebbe sembrato difficilmente possibile. Col successo crebbe però l’ambizione, ed il ritmo del progresso parve troppo lento. I principi che avevano reso possibile questo progresso nel passato vennero considerati più come ostacoli sulla strada di un progresso maggiormente veloce da spazzar via con impazienza, piuttosto che come condizioni per la conservazione e lo sviluppo di ciò che era stato conseguito.
In questo modo gli europei abbandonavano non solo le idee liberali, ma l'intera tradizione individualista occidentale ereditata dai greci, dai romani, dal cristianesimo e dagli umanisti. L'adesione al collettivismo stava inoltre distruggendo quelle virtù individualiste che erano sempre state motivo di fierezza per i popoli anglosassoni, come l'indipendenza e la fiducia in se stessi, l'iniziativa individuale e la responsabilità locale, l'affidamento del successo all'azione volontaria, la non interferenza verso il prossimo, il rispetto per gli usi e la tradizione, e una sana diffidenza verso il potere e l'autorità. Il collettivismo, obiettava, non aveva niente da mettere al loro posto, se non la muta obbedienza e il rassegnato compimento del dovere stabilito dall’autorità.

## L'origine tedesca delle idee collettiviste
I bersagli principali del libro erano i mali gemelli del socialismo e del fascismo. Tuttavia, poiché in quegli anni l'URSS era alleata degli Stati Uniti e della Gran Bretagna, Hayek preferì attenuare le critiche al comunismo facendo più spesso dei riferimenti al nazismo: «È qui necessario affermare la sgradevole verità, per cui noi ci troviamo, in qualche misura, davanti al pericolo di ripercorrere la via battuta dalla Germania». Per Hayek era sbagliato vedere gli estremismi di destra e di sinistra come due fenomeni opposti, perché entrambi, sostituendo le forze del mercato con la pianificazione statale, minacciavano le libertà individuali. L'affinità tra le due ideologie totalitarie era evidente dalla facilità con la quale i giovani comunisti potevano essere convertiti in nazisti e viceversa. Questi giovani non avevano le idee chiare, ma di una cosa erano certissimi: che odiavano la società liberale occidentale. Per gli uni e gli altri il vero nemico, l'uomo con il quale essi non avevano niente in comune e che non potevano minimamente sperare di convertire, era il liberale vecchio stampo.
Quando Hitler salì al potere, il liberalismo in Germania era già morto e sepolto, ed a ucciderlo era stato il socialismo. Oggi, scrive Hayek, ci si dimentica spesso quale enorme influenza abbia avuto la Germania per lo sviluppo della teoria e della pratica del socialismo: fino a poco tempo fa lo sviluppo delle dottrine socialiste si era realizzato quasi per intero in Germania ed in Austria, ed una generazione prima che il socialismo si diffondesse in Inghilterra, la Germania aveva già nel proprio Parlamento un grosso partito socialista.
Hayek ricorda le parole del “santo patrono” del nazionalsocialismo Arthur Moeller van der Bruck, secondo cui la prima guerra mondiale era stata una guerra tra il liberalismo occidentale ed il socialismo tedesco. Egli si vantava del fatto che nel primo dopoguerra non ci fossero più liberali in Germania, perché «il liberalismo è una filosofia di vita dalla quale la gioventù tedesca si allontana con nausea, con collera, con disprezzo tutto particolare, perché non c'è niente di più estraneo, di più ripugnante, di più contrario alla propria filosofia».
La causa principale di questo cambiamento di mentalità andava individuata, secondo Hayek, nell'egemonia culturale conquistata dalla Germania negli ultimi decenni dell'Ottocento grazie ai suoi successi militari ed industriali. Dopo il 1870, infatti, le idee “tedesche” favorevoli al socialismo e alla pianificazione statale cominciarono a soppiantare in tutta Europa le idee liberali “inglesi”.

## Dalla pianificazione al totalitarismo
Nel corso del dibattito sul calcolo economico nella società socialista che si era svolto negli anni trenta, Hayek aveva sostenuto, sulla scia del suo maestro Ludwig von Mises, che un'economia pianificata dal centro non sarebbe stata in grado di operare in maniera efficiente perché non avrebbe potuto far uso della conoscenza dispersa tra i milioni di individui che compongono la società. Ne La via della schiavitù Hayek fece notare che la pianificazione aveva delle gravi controindicazioni non solo sul piano economico, ma anche sul piano politico. La pianificazione dell'economia nazionale, anche se motivata da buone intenzioni, avrebbe condotto alla tirannia ed alla perdita delle libertà personali perché poteva essere attuata solo mediante forme sempre più estese di controllo coercitivo sull’individuo. Infatti non esiste un fine sociale universalmente valido, individuabile all'autorità, che possa essere imposto a tutti. Esiste solo un’infinita varietà di desideri e bisogni, differenti da individuo a individuo.
Molte persone, osserva Hayek, ritengono che il proprio obiettivo possa venir raggiunto rapidamente e completamente soltanto per via politica, ed è questa la ragione per cui tanti desiderano la pianificazione. Il perseguimento del loro obiettivo mediante la pianificazione statale farebbe però esplodere il contrasto latente che esiste tra tutti i differenti fini individuali. Questo contrasto può essere risolto solo con dosi massicce di coercizione. Proprio gli uomini che più ardono dal desiderio di pianificare la società, avverte Hayek, sono i più pericolosi, se viene loro permesso di farlo, e i più intolleranti verso i piani degli altri.
È questa la ragione per cui in una società avviata verso il totalitarismo “emergono i peggiori”, come avverte Hayek nel famoso decimo capitolo del libro. Il fatto che personaggi spietati come Stalin, Berija, Hitler od Himmler abbiano raggiunto i posti di comando non si è verificato per caso fortuito o per un colpo di sfortuna, ma è stato l'esito inevitabile del tentativo di irreggimentare dall'alto l'intera società. Nelle posizioni di potere finiscono infatti per accedervi tutti coloro che hanno meno scrupoli a imporre, anche con la forza, l'applicazione del piano supremo. Ci saranno da compiere delle azioni sulla cui malvagità, in se stesse, nessuno può avere dubbi, ma che devono essere compiute per realizzare il fine ultimo superiore. Tutti coloro che rispettano ancora la morale tradizionale saranno riluttanti a mettere in atto delle azioni che comportino, ad esempio, la crudeltà, l'intimidazione, l'inganno o lo spionaggio. La sollecitudine a fare queste cose cattive diventa così la via per ottenere promozioni e potere.
Alcuni sostengono che l'abolizione della libertà individuale nel campo economico non pregiudica le altre libertà individuali. In realtà, spiega Hayek, è un errore credere che vi siano dei fini puramente economici staccati dalle altre finalità della vita, perché chi controlla l'intera attività economica controlla i mezzi per tutti i fini, e può quindi decidere quali possono essere soddisfatti e quali no. La nostra libertà di scelta in una società competitiva, osserva Hayek, si basa sul fatto che, se una persona si rifiuta di soddisfare i nostri desideri, noi possiamo rivolgerci a un’altra persona. Ma se ci troviamo di fronte a un unico monopolista, noi saremo alla sua mercé. E un’autorità che diriga tutta l'attività economica sarebbe il monopolista più potente che si possa immaginare. Questa autorità potrebbe ad esempio decidere di affamare fino alla morte degli individui, delle categorie sociali o degli interi gruppi etnici semplicemente negandogli l'assegnazione del cibo.

## Elogio della decentralizzazione
Per impedire tragedie come queste, la proprietà privata è la garanzia più potente che esista, non solo per i proprietari, ma anche per coloro che non posseggono proprietà, dato che è unicamente a motivo del fatto che il controllo dei mezzi di produzione è diviso tra molti individui, che agiscono indipendentemente l'uno dall'altro, che nessuno ha un potere completo su di noi, e che noi in quanto individui possiamo decidere cosa fare di noi stessi.
Il potere che ha su di noi un plurimilionario in una società capitalista è sicuramente molto più piccolo, osserva Hayek, di quello di un funzionario socialista di basso rango, il quale dispone del potere coercitivo dello Stato e dalla cui discrezione dipende come mi sarà permesso di vivere o di lavorare. Non c'è nessuno, in una società competitiva, che possa esercitare anche una frazione del potere che deterrebbe un comitato socialista per la programmazione. In definitiva le alternative sono due: o un ordine governato dalla disciplina impersonale del mercato, o un ordine diretto dalla volontà di pochi individui. Coloro che mirano a distruggere il primo, afferma l’economista austriaco, contribuiscono, volontariamente o involontariamente, a creare il secondo.
In nessun altro campo, osserva l'autore de La via della schiavitù, il mondo ha pagato così caro l'abbandono del liberalismo ottocentesco come in quello delle relazioni internazionali. Nel dopoguerra occorrerà quindi ricostruire l'ordine internazionale su basi liberali e non collettiviste. Una pianificazione su scala internazionale, ancor più che su scala nazionale, è irrealizzabile se non ricorrendo al nudo uso della forza. Per questa ragione non bisogna devolvere a un’autorità internazionale i poteri assunti dagli Stati in tempi recenti, ma solo quel minimo di poteri necessari a mantenere relazioni di pace, e cioè «essenzialmente i poteri dello Stato ultraliberale del “laissez faire”».
L'idea di fondere paesi differenti in un unico Stato centralizzato non è né praticabile né desiderabile. L'ideale del diritto internazionale può diventare realtà solo attraverso i principi del federalismo. In questo campo l'esperienza di piccoli paesi come l'Olanda e la Svizzera racchiude molti insegnamenti. Non è infatti un caso, osserva Hayek, che si trovi maggior bellezza e maggior decoro nella vita dei piccoli popoli, e che fra i popoli grandi ci sia tanta più felicità e soddisfazione quanto più sono riusciti ad evitare l'infezione mortale della centralizzazione. Saremo tutti vincitori, conclude Hayek, se potremo creare un mondo su misura dei piccoli Stati per viverci: «Il principio guida, che una politica di libertà per l'individuo è la sola politica veramente progressista rimane vero oggi quanto lo era nel secolo diciannovesimo».